# Sebastian Valentin Bodu
Sebastian Valentin Bodu, né le 7 décembre 1970, est un député européen roumain. Membre du parti démocrate libéral, il fait partie du groupe du parti populaire européen. Vice-président de la commission des affaires juridiques, il est également membre de la délégation pour les relations avec le Canada.